# Milicja Ludowa Robotniczej Partii Polskich Socjalistów
Milicja Ludowa Robotniczej Partii Polskich Socjalistów (ML RPPS) – formacja wojskowo-sabotażowa podległa Robotniczej Partii Polskich Socjalistów (RPPS). 

## Historia
Wkrótce po wkroczeniu w 1939 r. i okupacji Polski przez wojska niemieckie, rozpoczęła w Warszawie konspiracyjną działalność lewica socjalistyczna. Byli członkowie PPS, radykalna młodzież z Lewicy Akademickiej OMTUR oraz członkowie Czerwonego Harcerstwa w szeregach ochotniczej Robotniczej Brygady Obrony Warszawy, w obronie przeciwlotniczej, w Straży Pożarnej i Obywatelskiej - od razu stanęli do zdecydowanej walki z okupantem. 
Początkowo gromadzili i ukrywali uzbrojenie, tworzyli grupy konspiracyjne, a następnie z tych grup już na początku 1940 r. powołali socjalistyczną organizację - Barykada Wolności, w której młodzież utworzyła zalążki grup bojowych. We wrześniu 1941 r. na bazie Barykady Wolności zostaje utworzona partia socjalistyczna - Polscy Socjaliści. PS powołała do walki zbrojne oddziały - Formacje Bojowo-Milicyjne Polskich Socjalistów. W dniu 11 kwietnia 1943 Polscy Socjaliści zostali przekształceni w Robotniczą Partię Polskich Socjalistów a organizacje młodzieży w Związek Młodzieży Socjalistycznej. Z tych ugrupowań powstała Milicja Ludowa RPPS.
ML RPPS powstała w marcu 1943 z części Formacji Bojowo-Milicyjnych Polskich Socjalistów, które nie przekształciły się w Socjalistyczną Organizację Bojową. Podlegała kierownikowi Wydziału Wojskowego KC RPPS Janowi Mulakowi ps. „Franciszek". W kwietniu 1943 struktury Milicji weszły w skład Polskiej Armii Ludowej, zachowując jednak autonomię. Reprezentantem Milicji w Komendzie Głównej PAL był Stanisław Błaszyczyk (zastępca kierownika wydziału wojskowego RPPS).
Komendantami Milicji Ludowej byli: Władysław Andrzejczak ps. „Antek" (aresztowany w lipcu 1943), Stanisław Dobiszewski ps. „Bolesław", Edward Piestrzyński ps. „Maks". 
Pododdziały ML-RPPS przeważnie wywodziły się z działaczy OMTUR, Czerwonego Harcerstwa, gdzie przetrwały koleżeńskie, międzywojenne sympatie i przyjaźnie. Powszechne było zjawisko uczestnictwa całych rodzin w działalności konspiracyjnej. Najliczniejszą grupę rodzinną stanowili bracia Dobiszewscy z Warszawy i Płocka, dwie rodziny Fotków z Warszawy oraz ich kuzyni z Czerwińska, Nasielska, Włocławka, Wyszogrodu i Zakroczymia, trzech braci Karlickich, trzy osoby Żeglińskich, trzy osoby Suskich, cztery osoby Rajskich z Radomia, rodzina Kraszewskich z Radomia oraz wiele grup dwuosobowych.  
Oddziały Milicji Ludowej działały w Warszawie, a także województwach skierniewickim, radomszczańskim, lubelskim.  Nie przekraczały kilkuset ludzi. W maju 1944, po rozłamie w RPPS i wyodrębnieniu się grupy prokomunistycznej Edwarda Osóbki ps. „Morawski", niektóre oddziały Milicji Ludowej RPPS włączyły się w skład Armii Ludowej, reszta pozostała w PAL.  

## Oddziały Milicji Ludowej RPPS

### Warszawa
W Warszawie struktury Milicji obejmowały ok. 150 osób w siedmiu grupach bojowych.  Komendantem okręgu był. Marian Lisowski ps. „Lis". W dniach 13-14 czerwca 1943 r. grupa bojowa Milicji RPPS wykonała akcję spalenia wojskowych magazynów materiałów pędnych w Forcie Wawrzyszewskim. Akcją dowodził komendant ML RPPS - Władysław Andrzejczak. Część żołnierzy z Żoliborza pod dowództwem Ryszarda Suskiego ps. „Żarłok", w 1944 przeszła do 3 kompanii Batalionu Armii Ludowej im. Czwartaków. Oddziały Milicji w PAL utworzyły natomiast Brygadę PAL im. Stanisława Dubois (dowódca Janusz Szemley ps. „Arpad"). W Powstaniu warszawskim Brygada w składzie 100 ludzi, z czego połowa była uzbrojona nie weszła do bezpośrednich walk. W walkach wzięły natomiast udział 12-osobowy oddział por. Jana Szelubskiego ps. „Leszek" (początkowo bez broni jako oddział pomocniczy), oraz grupa Milicji por. Leszka Rose (oba na Powiślu), niewielka grupa Milicji RPPS na Żoliborzu, która przyłączyła się do AL Mieczysława Kutnera oraz kompania por. Ryszarda Suskiego ps. „Żarłok" (zginął 11 sierpnia), a następnie kpt. Jana Szaniawskiego ps. „Szwed", w ramach AL. 
Dowódcą ML-RPPS Warszawa był Stanisław Dobiszewski ps. "Bolesław", a następcą z kolei został Ryszard Suski ps. "Żarłok", który bezpośrednio dowodził najliczniejszym oddziałem Żoliborskim. Silny oddział był na Rakowcu dowodzony przez Tadeusza Leję ps. "Ułan". W śródmieściu Warszawy został zorganizowany przez Jerzego Żeglińśkiego ps. "Maks" trzeci oddział ML-RPPS, który później przeszedł pod rozkazy Józefa Małeckiego ps. "Sęk" przy głównym sztabie AL. Na Powiślu działała silna grupa ML-RPPS dowodzona przez "Zielnego".
Samodzielne "piątki" działały także w wielu zakładach na terenie Warszawy, Radomia, w Skarżysku Kamiennym np.
-w fabryce "Juchnikowski i S-ka" przy ul. Podchorążych 39, dowódcą był Władysław Małek ps. "Bystry".
-w zakładach Philips przy ul. Karolkowej dowódcą był Stefan Włochowski ps. "Taśma".
-w zakładach naprawczych samochodów wojskowych przy ul. Fabrycznej 1c dowódcą był Jerzy Muszyński ps. "Miglans".
-na osiedlu Rakowiec spec-grupą dowodził Józef Sawicki ps. "Wiktor".
Na terenie Warszawy w lipcu 1943 r. została zorganizowana i działała grupa „W” wywiadowczo-dywersyjna dowodzona przez Jana Fotka ps. „Wieńczysław”, która bezpośrednio podlegała Stefanowi Dobiszewskiemu ps. „Bolesław”. Z tych i innych piątek wiosną 1944 r. Utworzono śródmiejską kompanię. Również piątki działały na terenie dzielnic: Bielany, Ochota, Czerniaków, Marymont, Rakowiec, Mokotów, Koło, Bródno, Wola, Praga.
W omawianym okresie grupy bojowe przeprowadziły wiele akcji zbrojnych, dokonywały sabotażu, zajmowały się malowaniem haseł, kolportażem ulotek, gazetek konspiracyjnych. Szczególną działalnością było wspomaganie bojowych organizacji żydowskich w Getcie Warszawskim. Dostarczano broń, amunicje, żywność, dokumenty legalizacyjne. Już po wojnie w 1978 r. za tę działalność zostali wyróżnieni medalem „Sprawiedliwy wśród Narodów Świata” aktywiści ML-RPPS małżeństwo Maria i Jan Brzezińscy ps. „Ksiądz”.
Znaczną aktywność bojową przejawiały grupy pod dowództwem Ryszarda Suskiego ps. „Żarłok”, Jerzego Żeglińskiego ps. „Maks”, Tadeusza Leji ps. „Ułan”, Tadeusza Karlickiego ps. „Karlik”, Tadeusza Sałki ps. „Sałata”, Jerzego Fotka ps. „Robert”, Stefana Włochowskiego ps. „Taśma”. Wymienione grupy, oddziały ML RPPS-AL między innymi dokonały:
-grupa „Żarłoka”: zaatakowała Fort Wawrzyszewski niszcząc i paląc składy i samochody ciężarowe. W styczniu 1944 r. przeprowadziła zbrojny wypad ma PZUW konfiskując znaczne kwoty pieniężne. W marcu 1944 r. zorganizowała akcje na niemiecką firmę „Nikiel” przy ul. Długiej – konfiskując pieniądze i dwa pistolety. W maju 1944 r. opanowała mieszkanie oficera Gestapo na placu Trzech Krzyży zdobywając broń, ciekawe dokumenty, broń i umundurowanie. Grupa „Żarłoka” wykonała kilka wyroków śmierci, m.in. 27 lutego 1944 r. w restauracji przy ul. Długiej zlikwidowała funkcjonariusza Kripo prowadzącego sprawy żydowskie. Również udana akcja została przeprowadzona na „Kinoteatr Miejski” przy ul. Długiej.
-grupa ML RPPS z Rakowca pod dowództwem „Ułana” przeprowadziła akcję na kino „Świt” przy ul. Suzina na Żoliborzu.
-grupa plutonu Jerzego Żeglińskiego „Maksa” dokonała kilku wypadów na wagony kolejowe na górkach rozrządowych Bródno-Pelcowizna i Zacisze-Olszynka Grochowska zdobywając broń, umundurowanie, obuwie, artykuły sanitarne – przekazując do Magazynu Sztabu Głównego AL na ul. Miedzianą. Grupy bojowe „Sałaty – T. Sałka i „Roberta” Jerzego Fotka uderzyły na drukarnię przy ul. Złotej i tamki zdobywając sprzęt drukarski. Grupy bojowe „Kolejarza” z Radomia i Skarżyska Kamiennego zniszczyły parowozy przeznaczone do wojskowych transportów. Na przestrzeni lat 1942-1944 piątka ML RPPS z Wytwórni Broni w Radomiu wykradła części i całe pistolety, które następnie były przekazywane Janowi Brzezińskiego i Janowi Fotkowi ps. „Wieńczysław” na wyposażenie ML RPPS. Trzeba zaznaczyć, że na przestrzeni lat 1943-1944 żołnierze ML RPPS wzmożyli akcje zbrojne w celu uzyskania broni. Dokonano ok. 70 takich akcji.
Wybuch Powstania warszawskiego spowodował szereg zmian personalnych i organizacyjnych. Szefem Sztabu AL Okręgu I Warszawa został mianowany Jan Szelubski ps. „Leszek”. Na bazie 3 plutonu ML RPPS została utworzona 3 kompania „Czwartaków” pod dowództwem „Żarłoka”. Natomiast w Śródmieściu kompanią dowodził Jan Bieliński vel Szaniawski ps. „Szwed”. W sierpniu 1944 r. do boju weszły wszystkie piątki, grupy, oddziały ML RPPS-AL. Walczyły one we wszystkich dzielnicach Warszawy w bojach bezpośrednich, na barykadach i w osłonie desantu WP na Powiślu, w bojach o budynek Pasty i Dworzec Gdański. Na terenie Woli w ramach zgrupowania AK „Chrobry II”, walczył pluton RPPS-AL Jerzego Żeglińskiego ps. „Maks”, który bronił odcinka „Wronia” na barykadach u zbiegu ulic Wronia – Prosta – Pańska i Plac Kazimierza. 28 sierpnia pluton ten został skierowany na Czerniaków, gdzie bronił bloku BGK na ulicy Rozbrat pomiędzy ulicą Przemysłową i Rozbrat. Walki na tym odcinku były bardzo ciężkie, o czym świadczy fakt, że budynek został zdobyty dopiero po wprowadzeniu czołgu-miny typu „Goliat”. Na terenie Czerniakowa walczyła Kompania AL „Blaszanka”, w składzie trzech plutonów – „Blaszanka”, „Newada” i „Starówka”. Na terenie Ochoty w dniach od 1 do 11 sierpnia walczyła drużyna RPPS-AL Józefa Sawickiego, która starała się przebić do Śródmieścia. Z uwagi na opanowanie Ochoty przez wojska niemieckie, drużynę rozwiązano, a jej członkowie na własną rękę docierali do Śródmieścia i ochotniczo włączali się do walki w oddziałach AK.

### Oddział podwarszawski
W okręgu podwarszawskim działały oddziały: Tadeusza Bilewicza ps. „Konrad" (Falenica), Józefa Ładno (Pruszków) oraz grupa w Ursusie. Wspomina się również o oddziale związanym z RPPS w Skierniewicach pod dowództwem Franciszka Cabana (ok. 70 osób). W lecie 1943 powstały oddziały garnizonowe m.in. w Legionowie, Radomiu, Końskich, Sochaczewie, Lublinie i Dęblinie.  Po powstaniu warszawskim w okolicach Milanówka działała grupa dywersyjna Milicji Ludowej Jerzego Bednarczyka. W 1943 działał w Garwolińskiem oddział Milicji Ludowej - dowódca Jan Szelubski ps. „Leszek", następnie Bronisław Baranowski ps. „Czarny".

### Okręg lubelski
W okręgu lubelskim działał krótko niewielki oddział Leona Miernika, Jana Lejwody i Stanisława Lidela, który w lutym 1944 wszedł w skład Armii Ludowej. W rejonie Garwolin – Puławy – Ryki, przez dłuższy okres funkcjonował kilkudziesięcioosobowy oddział Milicji Ludowej RPPS, dowodzony przez Bronisława Baranowskiego ps. „Czarny", a następnie przez Jana Szelubskiego. W oddziale tym przebywało wielu żołnierzy z września 1939 żydowskiego pochodzenia, uwolnionych przez oddział. Według prof. Krzysztofa Dunin-Wąsowicza, powołującego się na relację Jana Mulaka, większość oddziału została wymordowana w październiku 1943 przez Narodowe Siły Zbrojne. Według dr Piotra Gontarczyka, powołującego się na różne źródła, żydowskich partyzantów wymordowali ich właśni współtowarzysze. Sam Szelubski, którego relacja jest głównym źródłem wniosków Gontarczyka pisze, iż antysemici z oddziału RPPS byli w zmowie z bandą NSZ „Zagończyka", o czym Gontarczyk nie wspomina. W Białej Podlaskiej funkcjonowała grupa bojowa licząca 3 zespoły po 14 ludzi. Dowodził nimi Bohdan Kosiński „Zygmunt". Grupa została wcielona do PAL. Oddział rozwiązano 10 sierpnia 1944.

### Okręg kielecki
W kieleckim koło Włoszczowy działała krótko grupa RPPS pod dowództwem Henryka Domeradzkiego ps. „Styl", zaś w Będkowicach-Baby niedaleko Piotrkowa Trybunalskiego działała grupa Władysława Maciocha. Koło Końskich działał oddział Milicji Ludowej RPPS, pod dowództwem Ludwika Borowieckiego ps. „Odmęt". Oddział funkcjonował od lata 1943 zaś w maju 1944 wszedł jako autonomiczna struktura, w skład Armii Ludowej (Oddział im. Bartosza Głowackiego).

## Upamiętnienie
Działania bojowe Milicji Ludowej RPPS zostały upamiętnione na Grobie Nieznanego Żołnierza w Warszawie, po II wojnie światowej napisem na jednej z tablic  - "MILICJA LUDOWA".